# كليمنت بومان
كليمنت بومان هو مهندس كيميائي كندي، ولد في 7 يناير 1930 في تورونتو في كندا.